# Castell de Llançà
El Castell de Llançà, o Palau de l'Abat, és una antiga construcció del municipi de Llançà (Alt Empordà) declarada bé cultural d'interès nacional.

## Descripció
Les restes del castell estan situades al bell mig del centre històric de la vila, a l'extrem sud-oest del nucli urbà de Llançà. Es localitzen als voltants de l'església de Sant Vicenç.
Es tracta de les escasses restes conservades de l'antic castell palau medieval dels abats de Sant Pere de Rodes, situat al mateix lloc on al segle xviii s'aixecà l'actual església de Sant Vicenç. El primer element destacable és la Torre de l'Abat, identificada com la torre principal de l'antiga fortificació. Està situada a la banda de tramuntana de l'església, al carrer de Dins la Vila o la Corralassa, i és de planta rectangular, fonamentada damunt la roca geològica de la zona, amb la coberta de teula de dues vessants i distribuïda en planta baixa i dos pisos. Les dues façanes visibles són la de tramuntana i la de llevant, mentre que per la banda de ponent se li adossa una casa. L'accés a l'interior es fa per la banda de migdia, des del pis superior de l'església. Les obertures es concentren als pisos superiors de l'estructura. La façana de llevant presenta una finestra rectangular amb la llinda de pedra desbastada, al primer pis, mentre que a la segona planta la finestra és rectangular, amb els brancals de carreus ben escairats i la llinda biforada per dos arcs de mig punt, sostinguts per una columneta amb capitell decorat. A la façana de tramuntana, al primer pis, hi ha una finestra rectangular amb els brancals de carreus i la llinda sostinguda amb permòdols, tot i que ha estat transformada. A la segona planta, en canvi, la finestra és triforada tot i que només conserva una columna i el seu capitell. A la façana de ponent, per damunt de la casa que hi està adossada, hi ha una altra obertura de característiques semblants. A l'interior, la torre està coberta amb una solera de llates i bigues de fusta al pis superior. La construcció està bastida amb pedra de mida petita sense treballar, disposada en filades més o menys regulars.

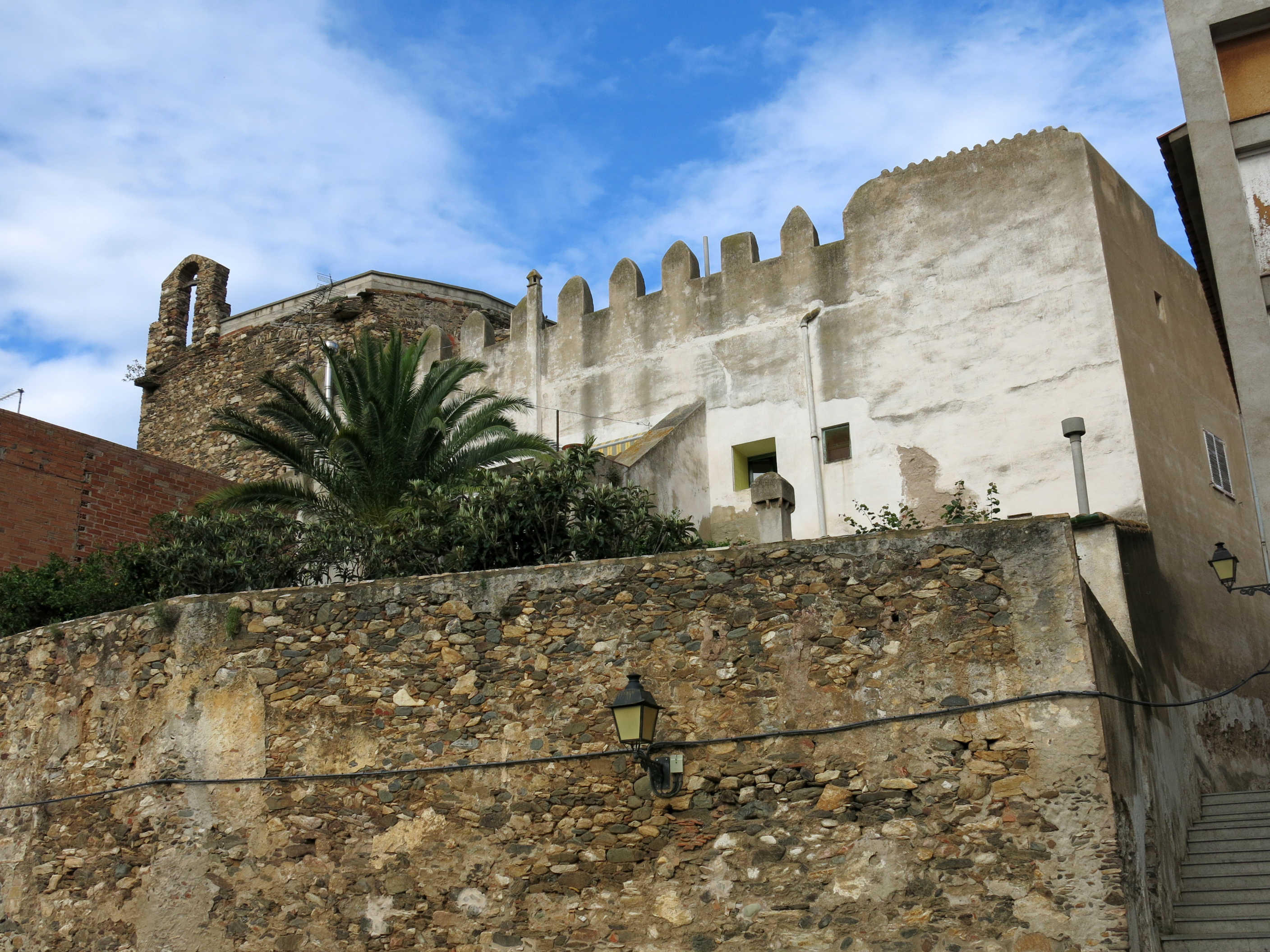
Façana de ponent, emmerletada, del palau de l'Abat, amb l'església de Sant Vicenç a l'esquerra

L'altre element destacable és la casa anomenada Palau de l'Abat, adossada a l'extrem sud-oest de l'església de Sant Vicenç. Tot i que la construcció fou reformada en època moderna, encara conserva els merlets originals del sector de ponent del castell. Es tracta de merlets quadrats força esvelts, amb els coronaments apuntats, i actualment arrebossats i emblanquinats. L'edifici és de planta rectangular, format per tres cossos adossats que delimiten un pati central. Presenten les cobertes de dues vessants i consten de planta baixa i pis. La façana principal, orientada a llevant, presenta un portal de mig punt adovellat amb la clau gravada. Damunt seu hi ha l'escut de Sant Pere de Rodes, amb la data 1677 inscrita. La resta d'obertures són rectangulars, amb els emmarcaments arrebossats i pintats. La façana està coronada per un gran plafó d'obra amb la testera motllurada. A l'interior de l'edifici hi ha sostres coberts amb voltes de canó, que havien format part de la presó i la cavallerissa. Al pati hi ha un pou excavat a la roca, heretat també de la construcció anterior. Actualment, els paraments exteriors de l'edifici estan arrebossats i pintats.

## Història

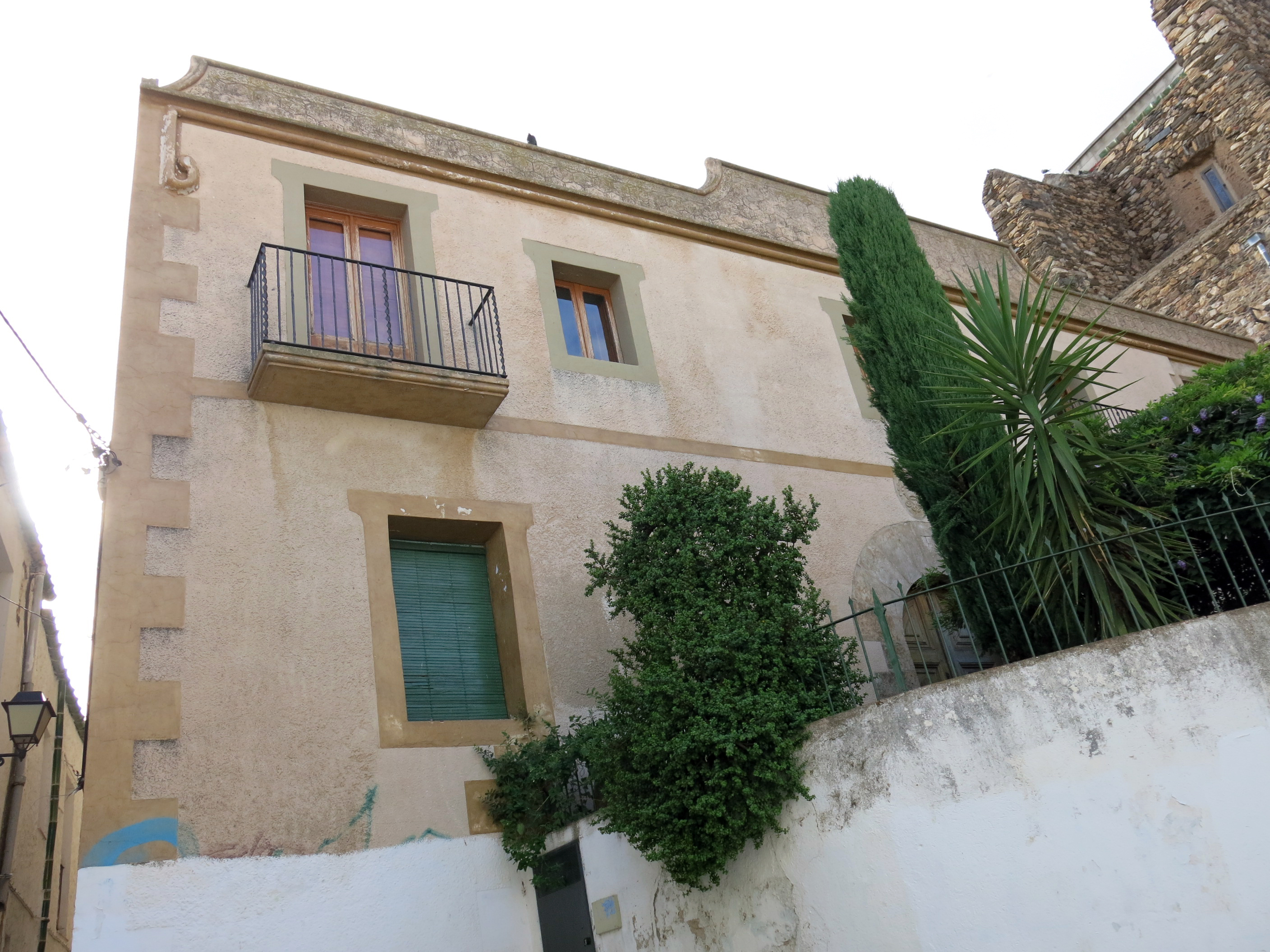
Aspecte actual de l'edifici barroc de la casa Claret, antic Palau de l'Abat

La Torre de l'Abat va ser probablement bastida al començament del segle xi com a lloc de residència dels abats del monestir de Sant Pere de Rodes, i feia funcions també d'element de control del territori. Ja l'any 1080, es té constància que l'abat de Sant Pere de Rodes s'allotjava al seu palau. Des de l'inici del feudalisme, l'abat de Sant Pere de Rodes gaudí d'un castell palau a Llançà situat on posteriorment es va edificar l'església del segle xviii, i per això el castell va ser enderrocat, del qual es conserva únicament la torre de planta rectangular dels segles xiii i xiv.
Al segle xvi l'aparell defensiu de Llançà consta de sis torres, una d'elles integrada al castell abacial, reconeguda com l'ala primitiva de la torre de l'homenatge.
Les restes de la residència abacial pertanyen a l'edifici bastit en època barroca, actualment coneguda com a casa Morales, o casa Claret.
L'any 1991, el Departament de Cultura de la Generalitat de Catalunya, la Diputació de Girona i l'Ajuntament de Llançà, conjuntament amb el Bisbat de Girona, van endegar una intervenció que consistí en la renovació de la coberta i el repicat i rejuntat de les pedres, a més d'eliminar les edificacions afegides.
Actualment resta en desús i es pot accedir-hi des de l'església de Sant Vicenç.